# منتزعة الكبريت المعوية
منتزعة الكبريت المعوية (الاسم العلمي: Desulfovibrio intestinalis) هي نوع من البكتيريا، سلبية الغرام، تتبع جنس منتزعة الكبريت.